# Comitatul Lee, Florida
Comitatul Lee (în engleză Lee County) este un comitat din statul Florida, Statele Unite ale Americii. Conform recensământului din 2010 avea o populație de 618.754 de locuitori. Reședința comitatului este orașul Fort Myers, iar cel mai mare oraș este Cape Coral.

## Comitate adiacente
- Charlotte County, Florida (nord)
- Glades County, Florida – (nord-est)
- Collier County, Florida (sud-est)
- Hendry County, Florida (est)

### Clima
| Date climatice pentru Fort Myers, Florida (Page Field), 1981–2010 normals | Date climatice pentru Fort Myers, Florida (Page Field), 1981–2010 normals | Date climatice pentru Fort Myers, Florida (Page Field), 1981–2010 normals | Date climatice pentru Fort Myers, Florida (Page Field), 1981–2010 normals | Date climatice pentru Fort Myers, Florida (Page Field), 1981–2010 normals | Date climatice pentru Fort Myers, Florida (Page Field), 1981–2010 normals | Date climatice pentru Fort Myers, Florida (Page Field), 1981–2010 normals | Date climatice pentru Fort Myers, Florida (Page Field), 1981–2010 normals | Date climatice pentru Fort Myers, Florida (Page Field), 1981–2010 normals | Date climatice pentru Fort Myers, Florida (Page Field), 1981–2010 normals | Date climatice pentru Fort Myers, Florida (Page Field), 1981–2010 normals | Date climatice pentru Fort Myers, Florida (Page Field), 1981–2010 normals | Date climatice pentru Fort Myers, Florida (Page Field), 1981–2010 normals | Date climatice pentru Fort Myers, Florida (Page Field), 1981–2010 normals |
| Luna                                                                      | Ian                                                                       | Feb                                                                       | Mar                                                                       | Apr                                                                       | Mai                                                                       | Iun                                                                       | Iul                                                                       | Aug                                                                       | Sep                                                                       | Oct                                                                       | Nov                                                                       | Dec                                                                       | Anual                                                                     |
| ------------------------------------------------------------------------- | ------------------------------------------------------------------------- | ------------------------------------------------------------------------- | ------------------------------------------------------------------------- | ------------------------------------------------------------------------- | ------------------------------------------------------------------------- | ------------------------------------------------------------------------- | ------------------------------------------------------------------------- | ------------------------------------------------------------------------- | ------------------------------------------------------------------------- | ------------------------------------------------------------------------- | ------------------------------------------------------------------------- | ------------------------------------------------------------------------- | ------------------------------------------------------------------------- |
| Maxima istorică °F (°C)                                                   | 90 (32)                                                                   | 92 (33)                                                                   | 93 (34)                                                                   | 96 (36)                                                                   | 99 (37)                                                                   | 103 (39)                                                                  | 101 (38)                                                                  | 100 (38)                                                                  | 98 (37)                                                                   | 95 (35)                                                                   | 95 (35)                                                                   | 90 (32)                                                                   | 103 (39)                                                                  |
| Maxima medie °F (°C)                                                      | 74.7 (23,7)                                                               | 77.2 (25,1)                                                               | 80.4 (26,9)                                                               | 84.6 (29,2)                                                               | 89.4 (31,9)                                                               | 91.5 (33,1)                                                               | 91.9 (33,3)                                                               | 91.8 (33,2)                                                               | 90.5 (32,5)                                                               | 86.7 (30,4)                                                               | 81.3 (27,4)                                                               | 76.6 (24,8)                                                               | 84,7 (29,3)                                                               |
| Minima medie °F (°C)                                                      | 53.7 (12,1)                                                               | 55.9 (13,3)                                                               | 59.4 (15,2)                                                               | 63.1 (17,3)                                                               | 68.7 (20,4)                                                               | 73.5 (23,1)                                                               | 74.5 (23,6)                                                               | 74.9 (23,8)                                                               | 74.3 (23,5)                                                               | 69.1 (20,6)                                                               | 62.0 (16,7)                                                               | 56.4 (13,6)                                                               | 65,5 (18,6)                                                               |
| Minima istorică °F (°C)                                                   | 27 (−3)                                                                   | 27 (−3)                                                                   | 33 (1)                                                                    | 39 (4)                                                                    | 50 (10)                                                                   | 58 (14)                                                                   | 66 (19)                                                                   | 65 (18)                                                                   | 63 (17)                                                                   | 45 (7)                                                                    | 34 (1)                                                                    | 24 (−4)                                                                   | 24 (−4)                                                                   |
| Ploaie inches (mm)                                                        | 1.89 (48)                                                                 | 2.13 (54.1)                                                               | 2.84 (72.1)                                                               | 2.02 (51.3)                                                               | 2.72 (69.1)                                                               | 10.28 (261.1)                                                             | 9.14 (232.2)                                                              | 10.21 (259.3)                                                             | 8.55 (217.2)                                                              | 2.67 (67.8)                                                               | 1.92 (48.8)                                                               | 1.69 (42.9)                                                               | 56,06 (1.423,9)                                                           |
| Nr. mediu de zile ploioase (≥ 0.01 in)                                    | 5.5                                                                       | 5.2                                                                       | 6.2                                                                       | 4.2                                                                       | 6.8                                                                       | 16.0                                                                      | 17.6                                                                      | 17.9                                                                      | 15.4                                                                      | 6.8                                                                       | 4.4                                                                       | 4.5                                                                       | 110,5                                                                     |
| Sursă: NOAA (extremes 1892–present)                                       |                                                                           |                                                                           |                                                                           |                                                                           |                                                                           |                                                                           |                                                                           |                                                                           |                                                                           |                                                                           |                                                                           |                                                                           |                                                                           |